# Maud Adams
Maud Solveig Christina Wikström (født 12. februar 1945 i Luleå i Sverige), bedre kendt som Maud Adams, er en svensk skuespiller og fotomodel, bedst kendt for sine roller som to forskellige bondpiger i The Man with the Golden Gun (1974) og som titelkarakteren i Octopussy (1983).
Adams' borgerlige navn er Maud Solveig Christina Wikström, og hun er datter af Thyra, en skatteinspektør, og Gustav Wikström, en revisor. På et tidspunkt ønskede hun at arbejde som oversætter, da hun taler fem sprog flydende. Hun blev opdaget som 17-årig i en butik af en fotograf, som spurgte om han kunne tage et billede af hende. Hun rejste til Stockholm og arbejdede som model. Adams flyttede siden til Paris og senere til New York City for at arbejde for Eileen Ford. Hendes skuespillerkarriere begyndte, da hun blev spurgt, om hun ville optræde i filmen The Boys In The Band (1970), hvor hun optrådte som fotomodel i filmens indledning. I 1970'erne gæsteoptrådte hun i amerikanske tv-serier som Hawaii Five-O og Kojak.